# Gaduet
Der Gaduet (im Oberlauf auch Bignette genannt) ist ein kleiner Fluss in Frankreich, der im Département Allier in der Region Auvergne-Rhône-Alpes verläuft. Er entspringt im Gemeindegebiet von Le Theil, entwässert generell Richtung Südost durch die historische Provinz Bourbonnais und mündet nach rund 18 Kilometern im Stadtgebiet von Saint-Pourçain-sur-Sioule als linker Nebenfluss in einen Seitenarm der Sioule. In seinem Mündungsabschnitt verläuft der Fluss unterirdisch.

## Orte am Fluss
(Reihenfolge in Fließrichtung)
- Le Rigotty, Gemeinde Le Theil
- Laféline
- Bransat
- Le Roty, Gemeinde Saulcet
- Venteuil, Gemeinde Louchy-Montfand
- Saint-Pourçain-sur-Sioule

## Sehenswürdigkeiten
- Brücke über den Gaduet aus dem 15. Jahrhundert in Bransat – Monument historique[4]
- Château de Montfand, Schloss aus dem 15. Jahrhundert in Louchy-Montfand – Monument historique[5]

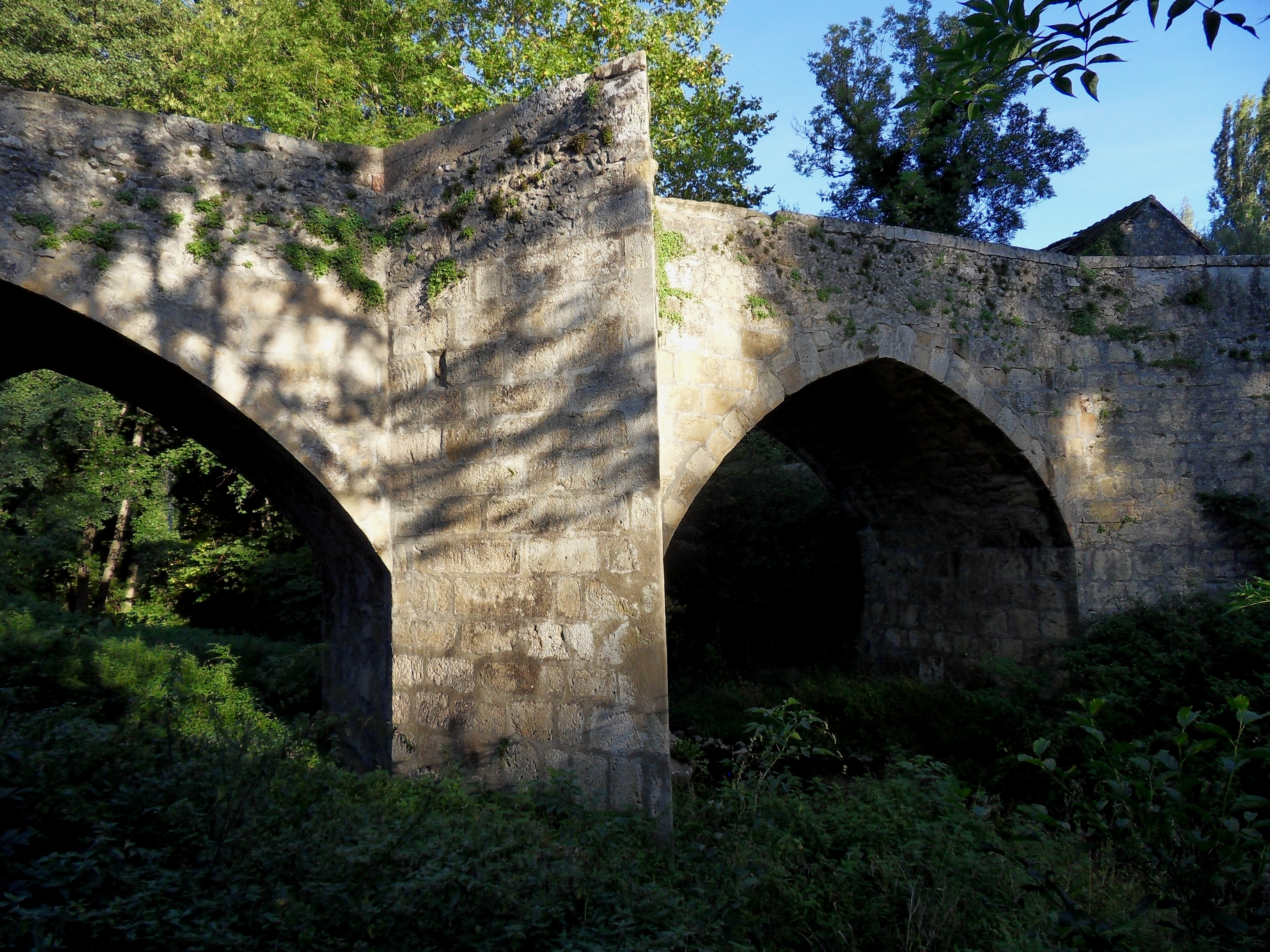
Brücke über den Gaduet
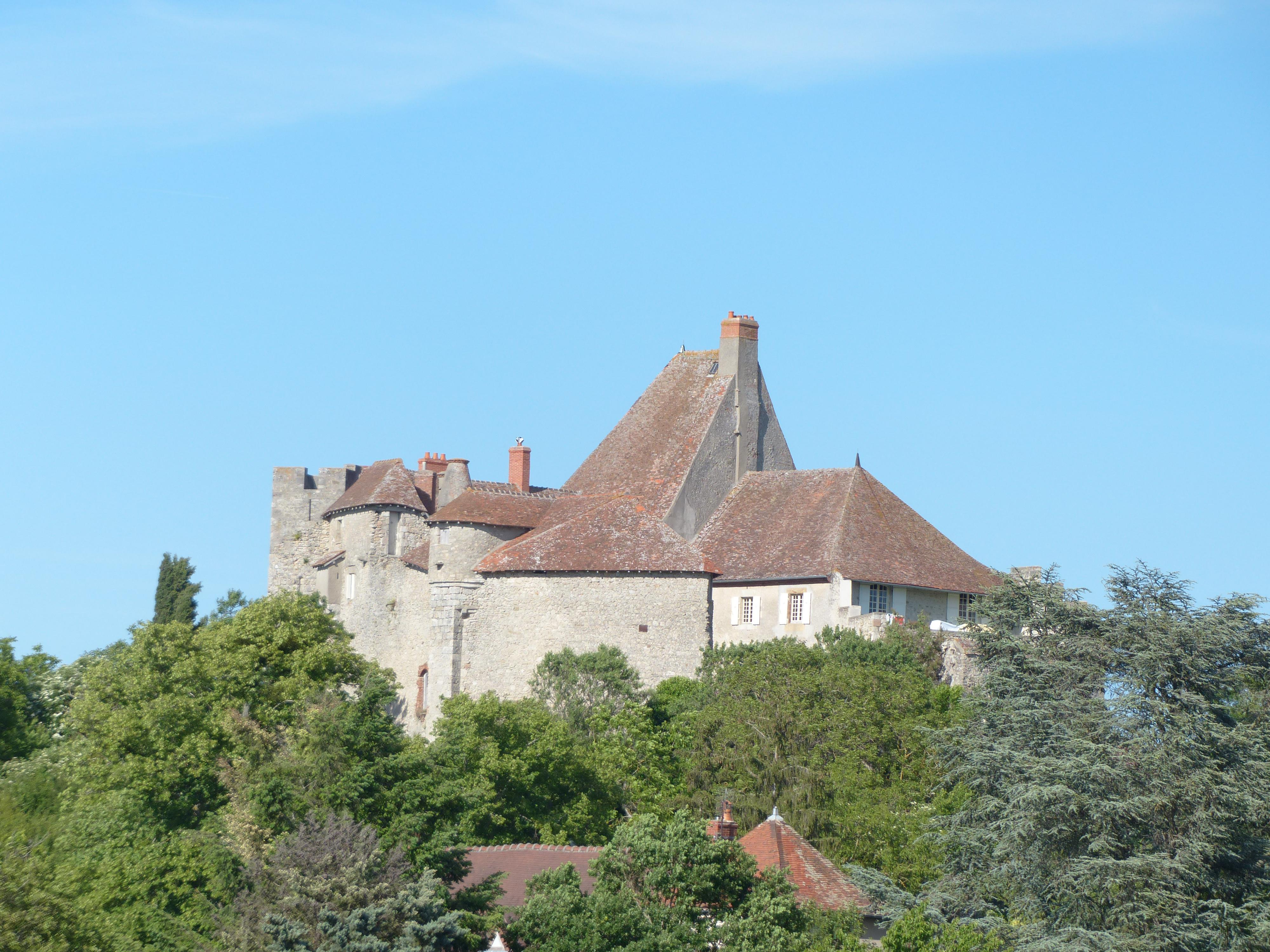
Schloss Montfand